# Кануков, Джамбулат Батгиреевич
Джамбулат Батгиреевич Кануков (осет. Хъаныхъуаты Батгерийы фырт Джамболат; 1875, Терская область, Российская империя — 21 мая 1919, Озёрная, Западно-Украинская Народная Республика) — российский и украинский лётчик, осетин по национальности, полковник авиации Российской императорской армии и армии Западно-Украинской Народной Республики.

## Биография
Родился в 1875 году (по другим данным, 1 апреля 1889). Происходил из знатного рода, за что часто именовался князем. Нёс службу в Нижегородском 22-м пехотном полку, за боевые отличия был произведен в офицеры. В 1915 году уговорил начальство отпустить его в авиацию, 25 июня был переведен наблюдателем в 17-й Корпусной авиаотряд. С 17 октября 1915 по 7 августа 1916 года обучался в военной авиационной школе. 8 июня во время учебного полёта потерпел аварию, но выжил. Окончив школу, получил звание «военный летчик» и был прикомандирован к 14-му Корпусному авиаотряду.
Кануков оказался весьма талантливым и успешным летчиком, заслужив несколько боевых орденов, и быстро продвинулся по службе. 24 марта 1917 года он был назначен командиром 30-го Корпусного авиаотряда. После Октябрьской революции оказался на Украине, в армии которой и продолжил службу. В ноябре 1918 года при формировании Украинской Галицкой Армии Джамбулат был зачислен в 1-й «летунский» отряд Бориса Губера, возглавив 1-ю сотню. Там же нёс службу младший брат Хасбулат. Авиаотряд был оснащён самолётами типа «Ньюпор», «Альбатрос», «Фарман», «Даймлер», участвовал в войне против Польши.
Джамбулат был не только прекрасным лётчиком, но и отличным организатором и инструктором, заставлял летчиков сотни осваивать разнообразную технику. Полковник умел отличать тип самолёта на слух (по звуку двигателя). При этом был человеком веселого нрава, что весьма импонировало молодым авиаторам. Вскоре его отряд расширился до полка. 5 февраля 1919 Губер трагически погиб в результате взрыва авиабомбы, которую он держал в руках: от осколков и ударной волны погиб и младший брат Хасбулат. Джамбулат вынужден был возглавить полк.
15 мая 1919 Джамбулат Кануков разбился в авиакатастрофе вместе с двумя механиками. Причиной катастрофы стал отказ двигателя: австриец Кубиш, которого подозревали в симпатиях к Красной Армии, засыпал в мотор самолёта металлическую стружку. Кубиш попытался сбежать с места преступления, но был сбит сотником Евским.
В Украинской Галицкой Армии Джамбулат на польском фронте одержал всего 9 побед из всех 16 побед авиации ЗУНР в войне против Польши.